# Martin Abraham
Martin Abraham (Moravská Třebová, República Checa, 20 de septiembre de 1978) es un futbolista checo. Juega de centrocampista y su primer equipo fue el 1. FC Slovácko.

## Biografía
Abraham es un centrocampista defensivo que empezó su carrera profesional en el 1. FC Slovácko un equipo de la Segunda división checa.
En 2004 ficha por el FC Slovan Liberec, equipo con el que debuta en la Gambrinus liga. Con este club gana una Liga en 2006.
En la temporada 06-07 juega en el FK Mladá Boleslav y al año siguiente en el AC Sparta Praga, aunque con este equipo solo jugó media temporada.
En febrero de 2008 ficha por el Slavia Praga, su actual club. Al final de su primera temporada Abraham consiguió el título de Liga.

### Selección nacional
Ha sido internacional con la Selección de fútbol de la República Checa en 4 ocasiones.

## Clubes
| Club              | País            | Año       |
| ----------------- | --------------- | --------- |
| 1. FC Slovácko    | República Checa | 2001-2004 |
| FC Slovan Liberec | República Checa | 2004-2006 |
| FK Mladá Boleslav | República Checa | 2006-2007 |
| AC Sparta Praga   | República Checa | 2007-2008 |
| Slavia Praga      | República Checa | 2008-     |

## Títulos
- 2 Ligas de la República Checa (Slovan Liberec, 2006; Slavia Praga, 2008)

- Datos: Q350926